# Zuigtablet
Een zuigtablet is een tablet dat door middel van langzaam zuigen in de mond kan worden geconsumeerd. Sommige geneesmiddelen bestaan in deze vorm, waarbij de werkzame stof doorgaans door het mondslijmvlies wordt opgenomen.
Eén van de bekendste zuigtabletten zijn degene die bij keelpijn gebruikt worden, met een ontsmettend middel als werkzame stof. Hierbij is echter de resulterende slikbeweging effectief in het verzachten van de pijn en de verblijfsduur van de actieve stof in de keel te kort voor adequate werking.